# Sautens
Sautens – gmina w zachodniej Austrii, w kraju związkowym Tyrol, w powiecie Imst. Według danych Austriackiego Urzędu Statystycznego liczyła 1529 mieszkańców (1 stycznia 2015).